# 短茎秋海棠
短茎秋海棠（学名：Begonia sinobrevicaulis）是秋海棠科秋海棠属的植物。分布在中国大陆的云南等地，生长于海拔1,000米至1,500米的地区，常生于常绿林下，目前尚未由人工引种栽培。